# Herrgottsberg
Der Herrgottsberg befindet sich im nordwestlichen Odenwald, etwa 500 Meter südöstlich des Stadtrands von Darmstadt (am Böllenfalltor). Der stark bewaldete Berg ist ein beliebter Ausflugsort Darmstädter Bürger im Osten der Gemarkung Darmstadt.

## Etymologie und Geschichte

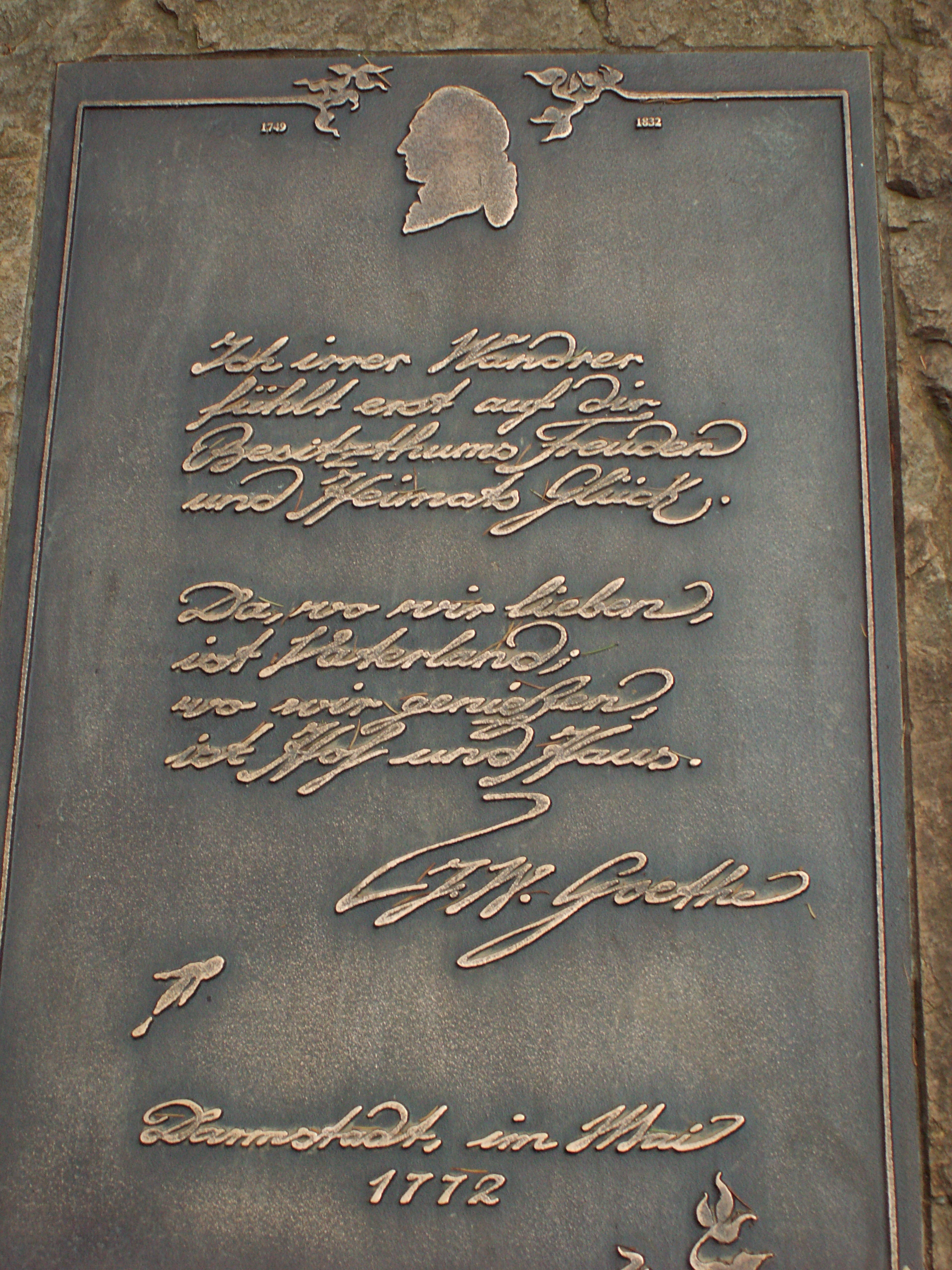
Tafel am Goethefelsen

Der Name rührt von einem angeblich schon in uralten Zeiten hier befindlichen Heiligtum her, um das sich viele Legenden ranken. Der Sage nach soll der Teufel von den Bewohnern Bessungens unter einem Vorwand dazu gebracht worden sein, eine christliche Kapelle zu bauen. Als er die Täuschung merkte, soll er vergebens versucht haben, die Kapelle mit einem Felsblock zu zerstören. Dieser Felsblock, die Teufelskralle – so genannt, weil an ihm noch die Spuren der Krallen des Teufels sichtbar sein sollen – ist aber ein Relikt aus jener Zeit, als am Herrgottsberg zwei Steinbrüche betrieben wurden. Von hier kamen die Steine zum Bau der Orangerie und des Schlosses.
Die historisch verbürgte „Martinskapelle“ auf dem Herrgottsberg wurde erst im 15. Jahrhundert errichtet und war 1557 bereits verschwunden.
Anlagen auf dem Herrgottsberg gab es bereits im 18. Jahrhundert, vielleicht seit Goethe und der Kreis der Empfindsamen diesen schönen Ort entdeckt hatten. Im Frühjahr 1800 wurde die bestehende Anlage erweitert. Unter anderem pflanzte man um den Brunnen und unweit des Forsthauses (heute „Restaurant Bölle“) Pappeln (Böllen) an. Seit 1863 betreute der Verschönerungsverein den Herrgottsberg. Goethe soll am Fuß der Teufelskralle seinen „Fels-Weihgesang. An Psyche.“ gedichtet haben, weshalb der Felsen auch „Goethefelsen“ heißt. Am 27. August 1871 weihten Darmstädter und Bessunger Goethefreunde die heute noch vorhandene Gedenktafel ein. Nachdem der frühere Oberbürgermeister Heinz Winfried Sabais festgestellt hatte, dass der wahre Goethefelsen weiter südwestlich an der Salzlackschneise steht, wurde 1976 auch dort eine Goethe-Gedenktafel angebracht. Bei diesem Felsen handelt es sich um den „Gervinus-Stein“. Als Georg Gottfried Gervinus in seiner Schulzeit mit Freunden häufiger zum Herrgottsberg kam, schlug einmal der Bildhauer Scholl (wohl Johann Baptist Scholl d. Ä.) das Zeichen „G“ in den Fels, das noch zu sehen ist.

## Sonstiges
Am Südwestabhang des Herrgottsberges befinden sich der Goetheteich und eine Waldquelle. Die Waldquelle wurde 1978 wieder als Brunnen hergerichtet. Einst schickte sie ein Bächlein nach Nordwesten, das die ehemaligen Bessunger Teiche an der Klappacher Straße speiste. Heute speist die Waldquelle den Goetheteich und über den Saubachgraben die Bessunger Kiesgrube.
Der Grundriss der „Martinskapelle“ wurde mit Natursteinen nachgebildet.
Auf dem Herrgottsberg befindet sich heute ein Abenteuerspielplatz.